# Cornelis Rugier Willem Karel van Alderwerelt van Rosenburgh
Cornelis Rugier Willem Karel van Alderwerelt van Rosenburgh (* 23. Dezember 1863 in Kedong Kebo auf der indonesischen Insel Java; † 1. März 1936 in Den Haag, Niederlande) war ein holländischer Botaniker. Sein offizielles botanisches Autorenkürzel lautet „Alderw.“.
Er war Spezialist für Gefäßsporenpflanzen (Pteridophyta).

## Veröffentlichungen (Auswahl)
- Malayan ferns. 1908.
- Malayan fern allies. Handbook to the determination of the fern allies of the Malayan islands (incl. those of the Malay peninsula, the Philippines and New Guinea). Landsdrukkerij, Batavia 1915 (archive.org).
- Malayan ferns and fern allies. 1917 (Suppl. 1).